# Searovți, Gabrovo
Searovți (în bulgară Сяровци) este un sat în comuna Dreanovo, regiunea Gabrovo,  Bulgaria. 

## Demografie
Componența etnică a satului Searovți
     Nicio identificare (100%)
     Altele (0%)
La recensământul din 2011, populația satului Searovți era de 1 locuitori. . Pentru 100,0% din locuitori nu este cunoscută apartenența etnică.